# Lukovištia
Lukovištia é um município da Eslováquia, situado no distrito de Rimavská Sobota, na região de Banská Bystrica. Tem 14,29 km² de área e sua população em 2018 foi estimada em 178 habitantes.

## Demografia
| Ano:        | 1994 | 2004    | 2014   | 2024   |
| ----------- | ---- | ------- | ------ | ------ |
| Broj ljudi: | 224  | 194     | 202    | 197    |
| Razlika:    |      | -13,39% | +4,12% | -2,47% |

| Ano:               | 2023 | 2024   |
| ------------------ | ---- | ------ |
| Número de pessoas: | 193  | 197    |
| Diferença:         |      | +2,07% |